# Guarany SC
Guarany SC, ook bekend als Guarany de Sobral is een Braziliaans voetbalclub uit Sobral, in de deelstaat Ceará. 

## Geschiedenis
De club werd in 1938 opgericht. In 1967 speelde de club voor het eerst in de hoogste klasse van het Campeonato Cearense. De club is een vaste waarde in de competitie en speelde sinds het eerste seizoen slechts enkele jaren niet in de hoogste klasse en is de club met het meeste seizoenen in de hoogste klasse van buiten de hoofdstad Fortaleza, echter kon de club op staatsniveau nog geen prijzen winnen omdat de concurrentie van de grote clubs te groot is. Wel won de club in 2010 de Série D. In 2010 degradeerde de club uit de hoogste klasse van de staatscompetitie.

## Erelijst
Campeonato Brasileiro Série D
2010